# Melchior Philipp Karl Baumann
Melchior Philipp Karl Baumann (* 21. August 1794 in Külsheim; † 2. August 1870 in Pirmasens) war ein deutscher Kaufmann und Politiker.
Melchior Philipp Karl Baumann war ein Sohn des Mainzer Hofbeamten Heinrich Josef Baumann. In Pirmasens gehörte Melchior Baumann zu den Gründern der Ortsgruppe, des „Filialkomitees“, des Deutschen Preß- und Vaterlandsvereins. In den Wochen nach der Gründung des Vereins in Zweibrücken traten in Pirmasens 102 Bürger dem Verein bei. Die Namen und Beiträge wurden in Johann Georg August Wirths Blatt Deutsche Tribüne regelmäßig veröffentlicht und sind so überliefert.
Am 29. Mai 1832, dem dritten Tag des Hambacher Festes, trafen sich in Neustadt die Mitglieder des tags zuvor im Neustädter Schießhaus eingerichteten provisorischen Deutschen Nationalkomitees zur Beratung über das weitere Vorgehen. Wohl nicht ohne Absprache mit den Hambachern verteilte Baumann zeitgleich auf dem Pirmasenser Jahrmarkt an die Teilnehmer schwarz-rot-goldene Bänder und Kokarden. Am folgenden Tag versammelten sich in der Stadt dann einige Hundert paramilitärisch gekleidete Revolutionäre und zogen in Marschformation durch die Stadt. Als die vom Landkommissar alarmierte Bayrische Jägerkompanie daraufhin in die Stadt einrückte, löste sich die Gruppe jedoch auf, ohne dass es zu Kampfhandlungen kam.
Melchior Baumann wurde wegen Beleidigung des außerordentlichen Hofkommissars Fürst von Wrede im Juli 1832 zu sechs Monaten Gefängnis verurteilt. Von dem Vorwurf des Verteilens von Flugschriften und Haltens aufreizender Reden wurde er am 26. März 1833 vom Schwurgericht in Landau freigesprochen. Er ist im Schwarzen Buch der Frankfurter Bundeszentralbehörde (Eintrag Nr. 70) festgehalten.
1848 gehörte Baumann dem Kantonalausschuß Pirmasens der Pfälzer Republik an.